# Světlá
Světlá är en ort i Tjeckien.   Den ligger i regionen Södra Mähren, i den östra delen av landet, 180 km öster om huvudstaden Prag. Světlá ligger 440 meter över havet och antalet invånare är 214.
Terrängen runt Světlá är varierad. Runt Světlá är det ganska tätbefolkat, med 52 invånare per kvadratkilometer. Närmaste större samhälle är Boskovice, 9,7 km söder om Světlá. Trakten runt Světlá består till största delen av jordbruksmark.